# Мирошниківка
Мирошниківка — село в Україні, у Коломацькій селищній громаді Богодухівського району Харківської області. Населення становить 168 осіб. До 2017 орган місцевого самоврядування— Різуненківська сільська рада.

## Географія
Село Мирошниківка знаходиться на березі Мирошниківського водосховища, розташованого на річці Коленівка. Вище за течією примикає село Ганнівка, нижче за течією примикає село Каленикове.
На відстані 1 км проходить автомобільна дорога E40 (М03).

## Історія
12 червня 2020 року, розпорядженням Кабінету Міністрів України № 725-р «Про визначення адміністративних центрів та затвердження територій територіальних громад Харківської області», увійшло до складу Коломацької селищної громади.
19 липня 2020 року, в результаті адміністративно-територіальної реформи і ліквідації Коломацького району, село увійшло до складу Богодухівського району.

## Населення

### Мова
Розподіл населення за рідною мовою за даними перепису 2001 року:
| Мова       | Кількість | Відсоток |
| ---------- | --------- | -------- |
| українська | 160       | 95.23%   |
| російська  | 6         | 3.57%    |
| білоруська | 1         | 0.60%    |
| румунська  | 1         | 0.60%    |
| Усього     | 168       | 100%     |

## Визначні мешканці
У Мирошниківці народився драматичний актор, народний артист України Микола Іванович Андрусенко